# Lysitermoides rugosus
Lysitermoides rugosus är en stekelart som först beskrevs av Telenga 1941.  Lysitermoides rugosus ingår i släktet Lysitermoides och familjen bracksteklar. Inga underarter finns listade i Catalogue of Life.